# Équipe du Chili de rink hockey
L'équipe du Chili de rink hockey est la sélection nationale qui représente le Chili en rink hockey.

## Sélection actuelle
Effectif lors du championnat du monde A 2015.
| Nom                 | Poste           | Club                            |
| ------------------- | --------------- | ------------------------------- |
| Lucio Armijo        | Gardien         | Universidad Católica            |
| Felipe Quintanilla  | Gardien         | San Agustín                     |
| Marc Figa           | Joueur de champ | Enrile PAS Alcoy (D1 espagnole) |
| Felipe Castro       | Joueur de champ | León Prado                      |
| Juan Pablo Diaz     | Joueur de champ | San Agustín                     |
| Bastian Osorio      | Joueur de champ | Thomas Bata                     |
| Nicolas Carmona     | Joueur de champ | Blanes HCF (D2 espagnole)       |
| Armando Quintanilla | Joueur de champ | CH Carvalhos (D1 portugaise)    |
| Nicolas Fernández   | Joueur de champ | Sporting CP                     |
| Gonzalo Andrade     | Joueur de champ | Iruna HP (D2 espagnole)         |

Entraîneur :  Mauricio Llera